# Saint-Martin-Château
Saint-Martin-Château este o comună în departamentul Creuse din centrul Franței. În 2009 avea o populație de 153 de locuitori.

## Evoluția populației
| An        | 1975 | 1982 | 1990 | 1999 | 2006 | 2009 |
| --------- | ---- | ---- | ---- | ---- | ---- | ---- |
| Populație | 259  | 219  | 152  | 135  | 136  | 153  |